# Jaroslav Chum
Jaroslav Chum (Kladno, 23 de septiembre de 1997) es un deportista checo que compite en parkour.
Ganó una medalla de bronce en el Campeonato Mundial de Parkour de 2024, en la prueba de velocidad. Además, consiguió una medalla de plata en los Juegos Mundiales de 2025.

## Palmarés internacional
| Campeonato Mundial | Campeonato Mundial | Campeonato Mundial | Campeonato Mundial |
| Año                | Lugar              | Medalla            | Prueba             |
| ------------------ | ------------------ | ------------------ | ------------------ |
| 2024               | Kitakyushu (Japón) | Medalla de bronce  | Velocidad          |